# しらせ (砕氷艦・2代)
しらせ (JMSDF AGB SHIRASE (Second) class) は、文部科学省国立極地研究所の南極地域観測隊の輸送・研究任務のために建造された南極観測船。建造費は文部科学省の予算から支出され、艦の運用は海上自衛隊により行われている。艦番号AGB-5003。初代「しらせ」後継艦として2009年に就役した。
文部科学省では「南極観測船」と表記しているため報道でも「南極観測船」や「砕氷船」と呼ばれることが多いが、防衛省では「砕氷艦」と表記している。

## 設計
日本の南極観測は、文部科学省・国立極地研究所が中心となって1956年（昭和31年）よりおこなわれている。1982年（昭和57年）からは、三代目の南極観測船となる初代「しらせ」を用いて南極地域観測隊の人員および物資の輸送や観測を行ってきた。
初代「しらせ」の後継艦については当初20,000トンの排水量を構想していたが、予算問題の関係から初代「しらせ」の11,500トンより一回り大きな12,500トンとなった。排水量はましゅう型補給艦（13,500トン）と並び、当時の海上自衛隊で最大級の艦船であった。
排水量の増加により物資輸送量が約100トン増加し1,000トンから1,100トンになった。先代と同様に複数名の医師と歯科医が同乗しており、居住性を改善しながら搭乗可能人数を増やすことも可能となった。理容室は用意されているが、理容師資格を有する隊員がいるとは限らないため、隊員らは互いに髪を切り合うことになる。
砕氷能力を向上させた独特の曲面形状の艦首や、砕氷補助設備として船首散水装置など改良された砕氷設備を備えている。南極観測船の搭載ヘリは「タロとジロの悲劇」以来出来るだけ高性能なものを配備しており、しらせでは大型機のCH-101（海自所属）を2機登載する。また、これ以外に観測隊がチャーターした小型ヘリを搭載することもある。近年はオーストラリアやニュージランドの民間会社のAS355やBK117が中継基地であるオーストラリアのフリーマントルから搭載されることが多い。なお、オーストラリア観測隊を救助した際にはオーストラリア観測隊のチャーターしていた小型ヘリ3機も含めて6機を積んだこともある。
推進方式は先代しらせ同様、三井造船製16V42M-A型ディーゼルエンジンによる電気推進が採用されたが、先代が単純なディーゼル・エレクトリック方式だったのに対し、本艦では統合電気推進となった。出力は先代と同じ30,000馬力だがパワーエレクトロニクス技術の進展により電動機はPWMインバータで交流電動機を駆動する方式となった。艤装員を勤めた初代航海長は「統合電気推進と言える」とコメントしている。推進装置は先代の3軸から2軸となり、氷塊の噛み込みを避けるために外回りである。プロペラも300 mm大径化して5,200 mmとなった。舵も2本装備している。
貨物積降時間の短縮を可能としたコンテナ方式の荷役システム、砕氷力の向上と船体塗装剥離による海洋汚染の防止を目的として喫水付近の船体は耐摩耗性に優れるステンレスクラッド鋼や、新型ヒーリング（横揺れ防止）装置といった新機能が導入された。燃料タンクも漏出防止のため、二重船殻構造となった。更に艦内設備は南極の環境保全のために廃棄物処理用システムが充実されており、復路では南極観測基地で発生した廃棄物を持ち帰る。
観測機器としてはマルチビーム式の音響測深機を船底に備えており、南極海で海底地形図を作成している。
調査用の艦船であるため固定武装はないが、海上自衛隊に籍を置く艦艇であるため艦内には先代と同様に10丁を超える銃器（64式7.62 mm小銃等）および実弾を保管する武器庫があり、海賊やテロ行為に備えている。

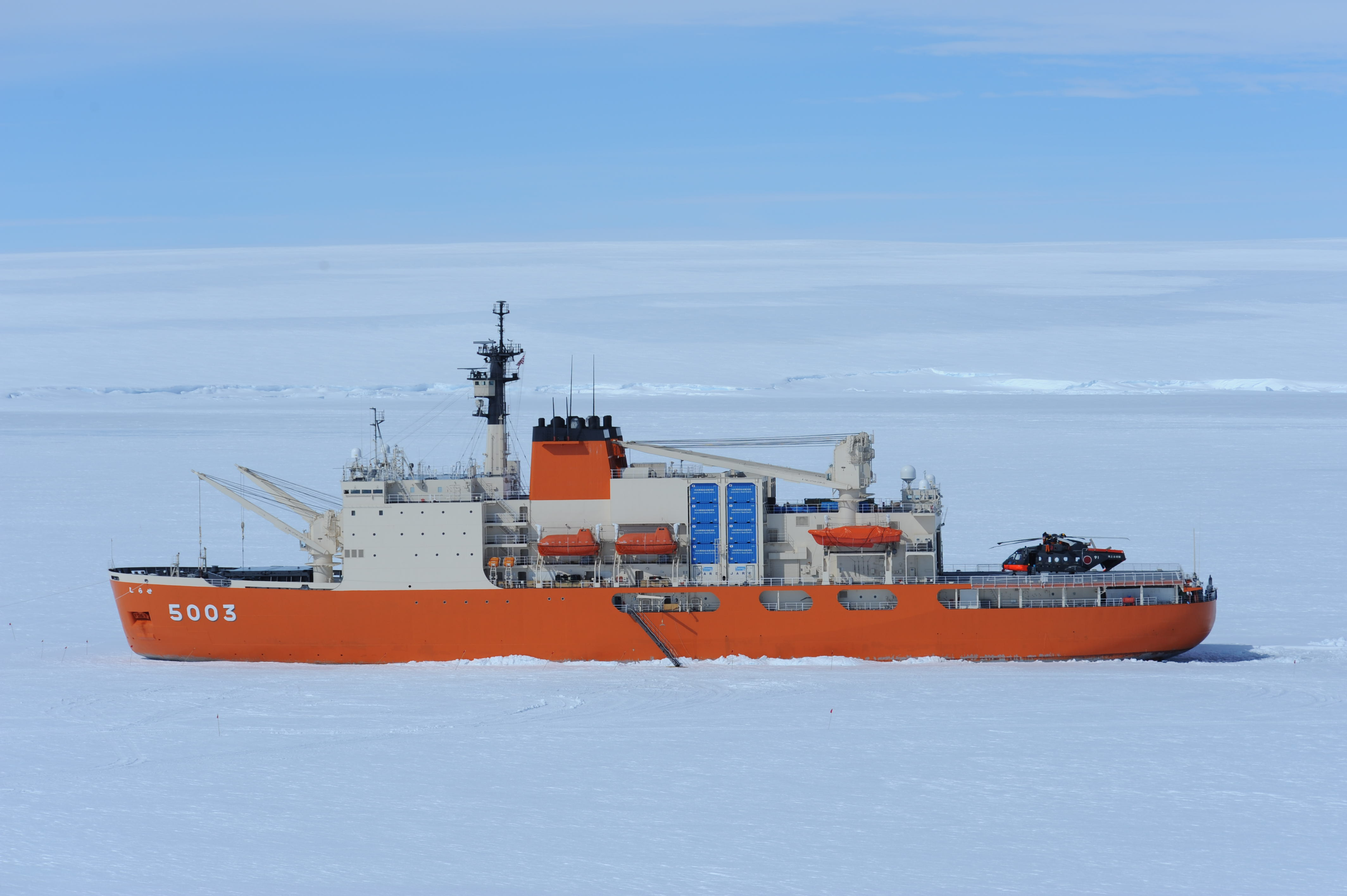
氷海に停泊する「しらせ」飛行甲板にはCH-101が駐機している。
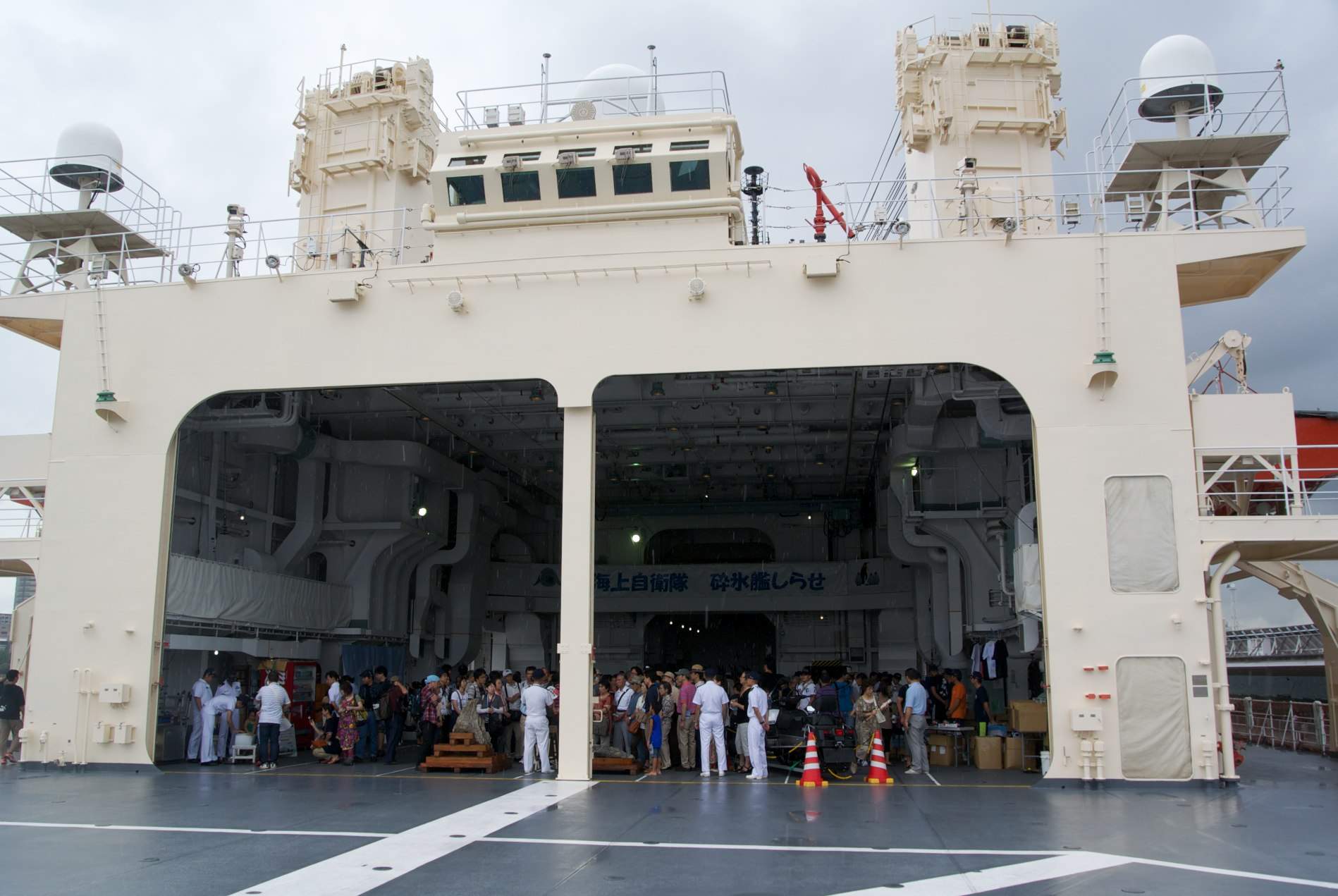
ヘリコプター格納庫（奥には『砕氷艦しらせ』）と書かれた横断幕が見える
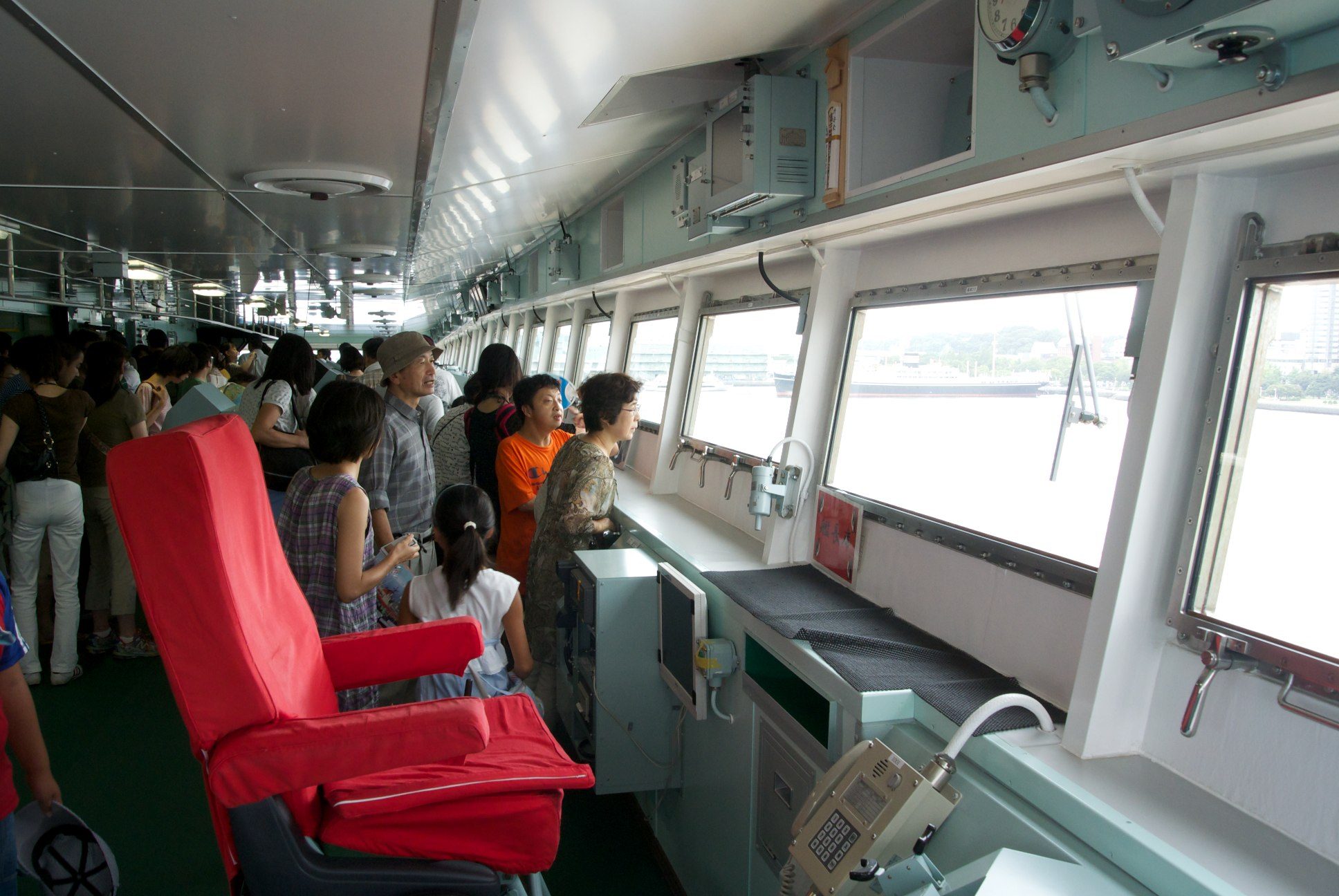
艦橋にある艦長席
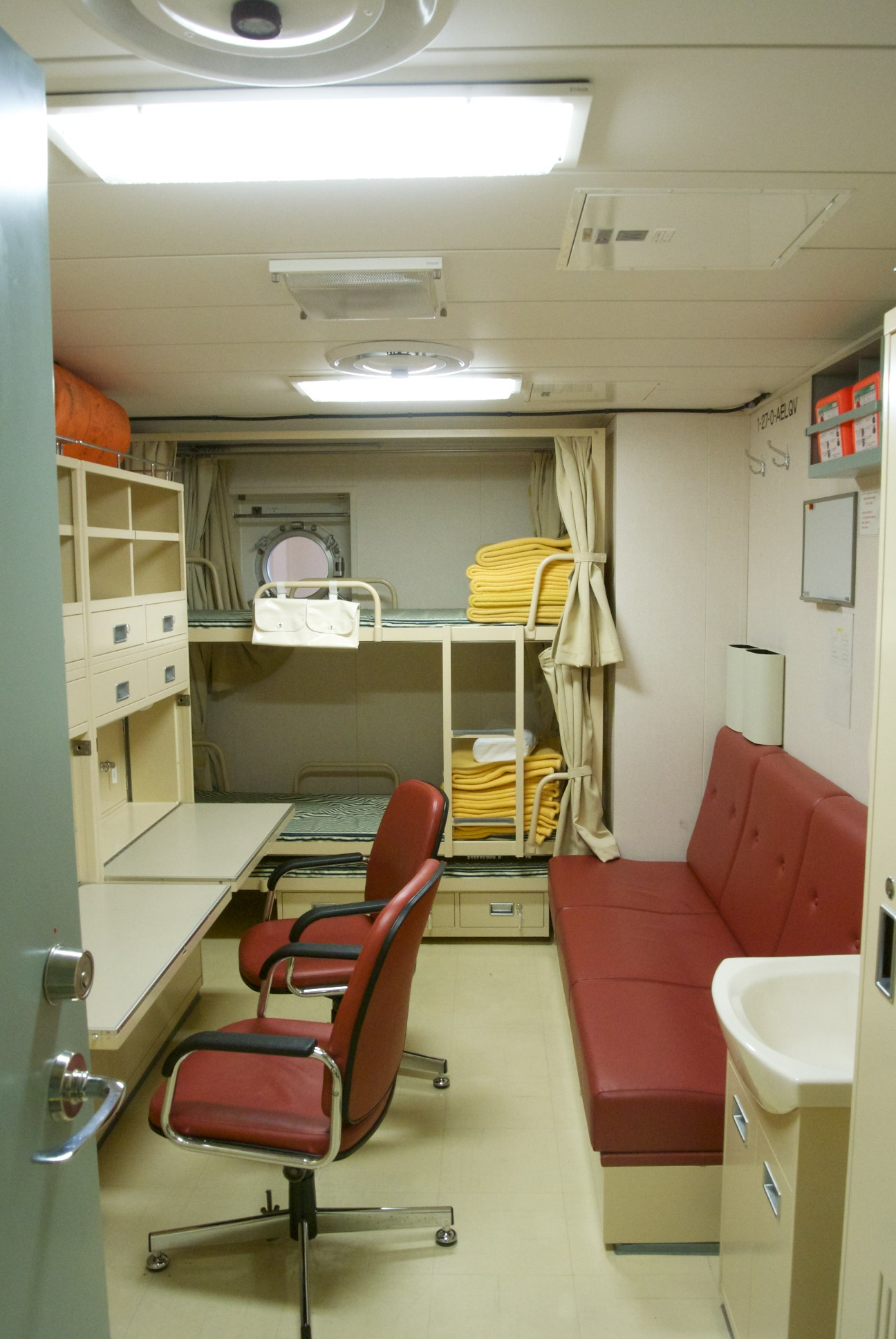
船室
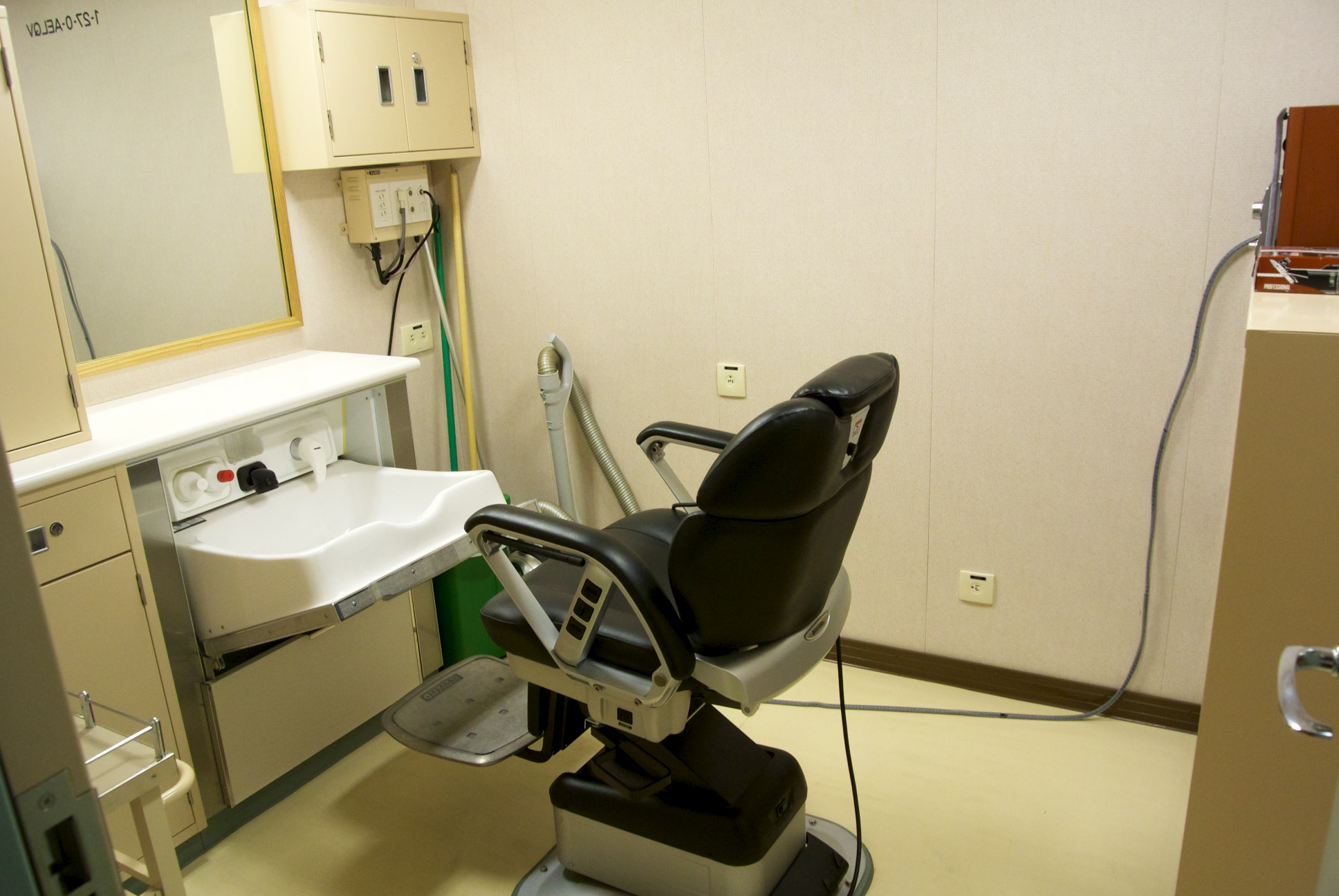
理容室
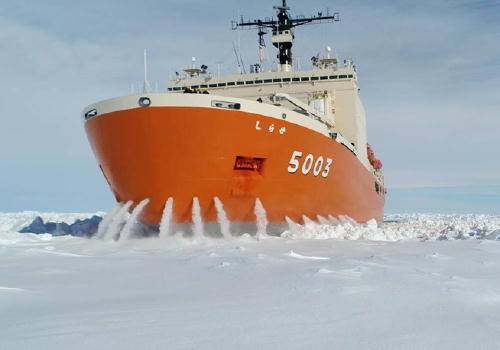
南極海にて船首散水装置を使う様子（2019年2月15日）
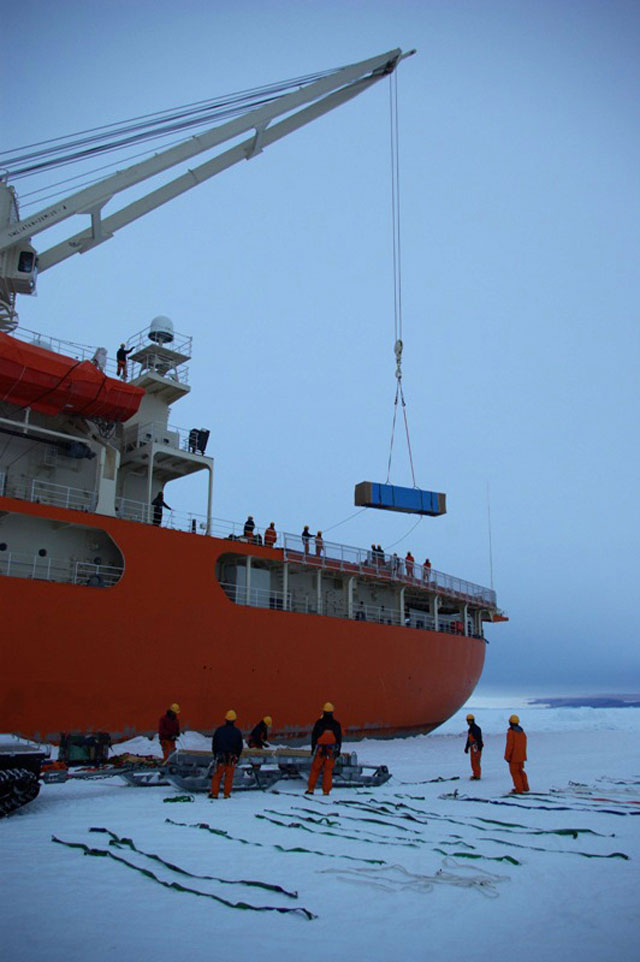
南極にて荷物の積み下ろし
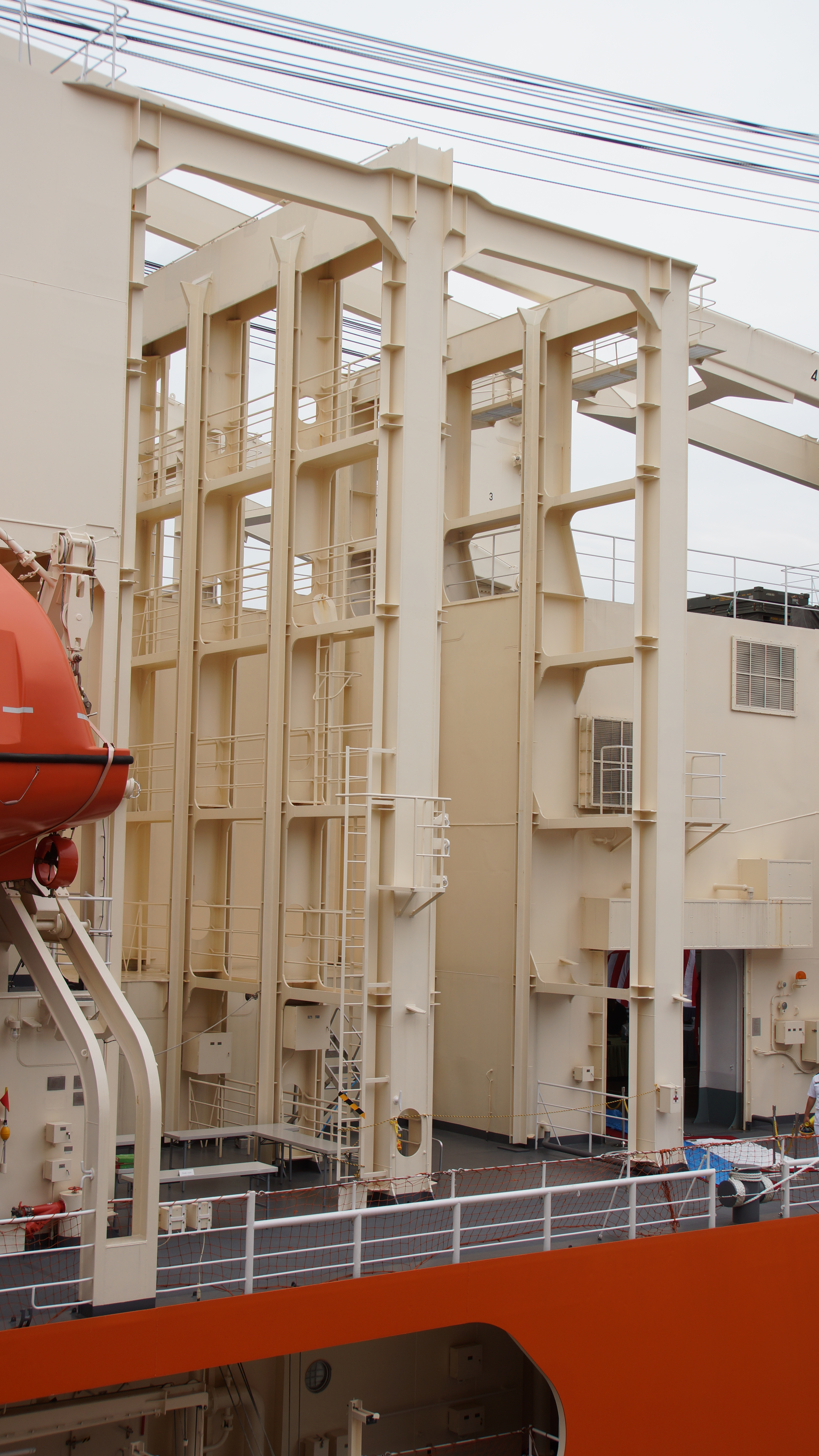
コンテナセルガイド　左舷前面（2017年9月23日）

## 艦歴

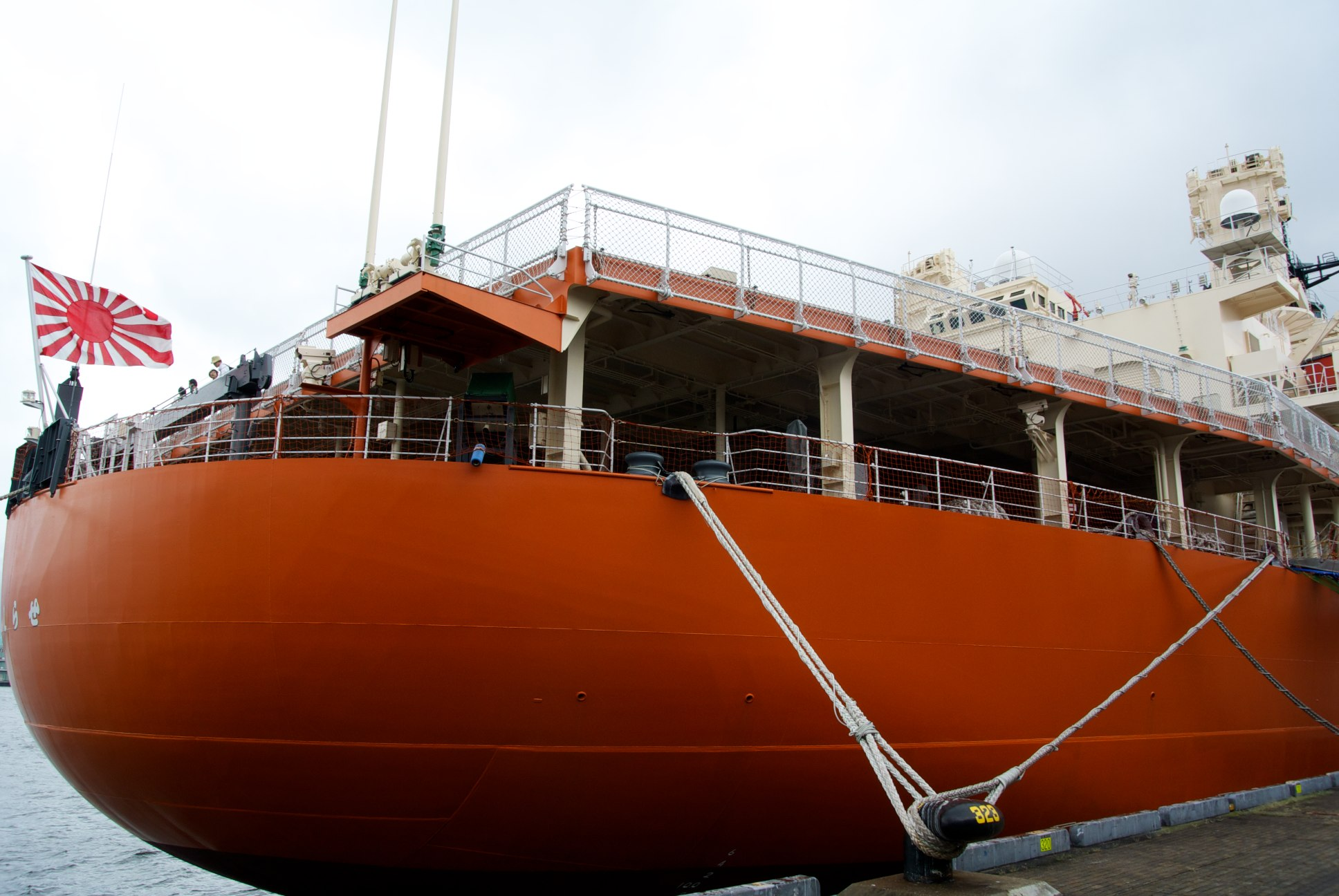
艦尾に自衛艦旗を掲げたしらせ

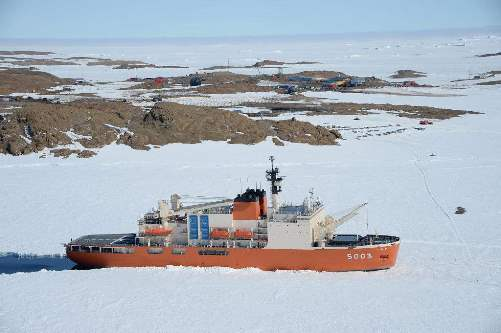
昭和基地に接岸したしらせ。2016年1月撮影。

予算上の都合により、2008年7月の初代「しらせ」の退役と翌年の本艦の就役までの間に1年の間隔が空いた。そのため2008年（平成20年）の第50次観測隊では文部科学省がオーストラリアから民間砕氷船「オーロラ・オーストラリス」をチャーターし利用した。この砕氷船は先代「しらせ」などによってビセット時に救助されたことがある。
先代「しらせ」は20年以上運用され、その老朽化に伴い後継艦が必要とされるようになった。2002年（平成14年）に文部科学省が予算要求を行ったが折衝により計上されなかった。2003年（平成15年）にも財務省原案に盛り込まれなかったが、復活折衝によって艦体設計予算（5億円）と搭載ヘリコプター製造費初年度分（26億円）の2004年度予算計上が認められ、2007年（平成19年）にユニバーサル造船舞鶴事業所で起工し、2008年（平成20年）4月16日に進水式が挙行された。平成17年（2005年）度予算で調達されたことから17AGBと略称された。
進水後に艤装を経て2008年12月16日に第1回海上公試開始、22回まで公試が行われ全公試終了後、最終艤装工事及び塗装の最終仕上げを実施し、2009年（平成21年）5月20日にユニバーサル造船舞鶴事業所において竣工式並びに艦旗授与式がおこなわれた。横須賀地方隊に編入され、母港は横須賀基地となった。
2009年度（第51次南極地域観測航海）
初任務となる第51次南極観測隊活動支援任務では、2009年11月10日に東京晴海埠頭を出港し、翌2010年4月9日に帰還した。
2010年度（第52次南極地域観測航海）
2010年11月11日、東京晴海ふ頭を出港し、11月25日にオーストラリアのフリーマントル港へ入港した。11月24日、越冬隊28名、夏隊28名、同行者15名の計71名は、成田空港からオーストラリアに向け出発、翌25日フリーマントル港で「しらせ」に乗艦した。11月30日、「しらせ」はフリーマントルを出港、船上観測を行いつつ、12月5日に南極圏（南緯55度以南）に入った。以後、砕氷航行を続け、1671回のラミングの後、31日23時20分昭和基地沖に接岸した。3月18日、昭和基地での観測・設営を終えた観測隊は「しらせ」に乗艦しオーストラリアのシドニー港へ入港、20日、第51次越冬隊と第52次夏隊、および同行者はシドニーから空路帰国した。なお、東日本大震災の報を受けた「しらせ」は日程を早め22日シドニー港を出発し、4月5日に横須賀に帰港した。
2011年3月11日に発生した東日本大震災の支援に、南極観測任務からの帰還途上にあった「しらせ」の使用が検討された。シドニーでの積み卸しを2日に短縮するなどして当初予定より約1週間早い4月5日に横須賀に帰港したが、喫水の深さや東北主要港湾の水中障害物撤去が未了であったことなどから投入は見送られた。
2011年度（第53次南極地域観測航海）
2011年11月11日に出港した第53次南極観測隊任務では、悪天候により海氷が例年以上に厚く、昭和基地の西北西約21キロメートルの地点で昭和基地沖への接岸を断念した。昭和基地への物資輸送はヘリコプターを用いた空輸により行われた。2012年2月13日、日本へ帰投中にラミング砕氷で後進を行っていた際に定着氷の中で障害物に接触し、左右2枚ある舵のうち右側の舵を損傷した。応急処置が不可能と判断され、防衛省では輸送艦「おおすみ」と補給艦「ましゅう」の2隻を南極海に緊急派遣することも検討された。この計画では「しらせ」から派遣される自衛艦にヘリコプターで人員をピストン輸送し、「しらせ」船内には最低人員を残し越冬させることになっていたが、「しらせ」が3月4日に自力で氷海を脱したことから計画は中止された。同月17日にはオーストラリアのフリーマントル港に入港した。しらせは片舵のまま航行を続け、4月9日に東京晴海埠頭へ帰還した。東京入港後に「しらせ」は修理に入った。近年、昭和基地周辺では冬季の氷厚が6メートルを超えることも多くなっている。同年の任務では、オーストラリアの南極観測船「オーロラ・オーストラリス」のモーソン南極基地への接近が困難であるとされたため、砕氷能力の高い「しらせ」が航路開拓する予定だったが中止されている。
2012年度（第54次南極地域観測航海）
2012年度の航海でも一日に1 kmしか前進できない日があるなど厚い氷に行く手を阻まれ2013年1月11日に接岸を断念した。2年連続で接岸が断念されるのは初となる。
2013年度（第55次南極地域観測航海）
第55次観測隊を乗せた「しらせ」は2013年11月8日に晴海埠頭を出港し、同年12月18日から砕氷による前進を開始した。2014年1月4日に「しらせ」は3年ぶりに昭和基地沖への接岸に成功した。作業を終え帰路にあった2月16日にロシアのマラジョージナヤ基地沖約700 mで座礁し、船底が破損した。一部浸水したものの、幾度か離礁作業を実施し、2日後の2月18日、離礁に成功した。2月21日、文部科学省は、船体の状態が航行に支障ないと確認されたと発表した。しらせは、予定通りに3月15日、オーストラリアのシドニー港に到着した。4月7日、無事、日本に帰国した。
2014年度（第56次南極地域観測航海）
2014年11月11日、第56次観測隊員を乗せて東京晴海埠頭出港、2015年1月12日接岸、往路のラミングは過去最多の3187回であった。1月27日昭和基地出発、4月1日横須賀基地に到着。
2015年度（第57次南極地域観測航海）
2015年11月16日、横須賀港出港（観測隊は12月2日成田発）、フリーマントルで観測隊乗船後12月6日出発。2016年2月下旬に昭和基地を出発し、日本に帰国する途中、座礁した豪州観測船「オーロラ・オーストラリス」の観測隊員らを救出し、ケーシー基地へ移送。
女性自衛官が初めて乗艦した。
2016年度（第58次南極地域観測航海）
2016年11月11日、東京晴海埠頭を出港後、11月27日にフリーマントル入港。12月28日に昭和基地に接岸。2017年2月15日、昭和基地出発。3月20日、シドニー入港。4月10日、晴海埠頭に入港した。
2017年度（第59次南極地域観測航海）
2017年11月12日、東京晴海埠頭を出港した。11月27日にフリーマントルへ入港して12月2日に出港し、昭和基地沖に向かう計画。約1000トンの物資を届けて、基地の廃棄物など約400トンを搬出して、2018年4月11日に無事帰国した。
2017年8月17日、艦載ヘリであるCH-101が岩国基地で、荷物をつり下げて運ぶ訓練中に高度を下げたところ、バランスを崩して横転した。乗っていた8人のうち、3人が打撲などの軽傷を負った。
2018年度（第60次南極地域観測航海）
<2018年>
10月10日 東京晴海埠頭を出港。
11月25日 フリーマントル入港。/11月30日出港。（11月26日観測隊77名乗艦）
12月5日 南緯55度を通過。
12月25日 昭和基地沖接岸。
<2019年>
2月3日 昭和基地沖を離岸。
3月13日 南緯55度を通過。
3月18日 シドニー入港、3月23日出港。（3月21日観測隊80名退艦）
4月13日 東京晴海埠頭入港。
約1,000トンの物資を届け、約400トンの廃棄物等持ち帰り物資を輸送
2019年度（第61次南極地域観測航海）
<2019年>
11月12日 東京晴海埠頭を出港
11月27日 フリーマントル入港、12月2日出港。（11月28日観測隊68名乗艦）
12月7日 南緯55度を通過。
<2020年>
1月5日 昭和基地沖接岸。
1月29日 昭和基地沖を離岸。
3月14日 南緯55度を通過。
3月19日 シドニー入港、3月24日出港。（3月22日観測隊70名退艦）
4月6日 海上自衛隊横須賀基地に入港。
総航程：21398.5海里
ラミング回数：469回（往路168回、復路277回、その他24回）
昭和基地への輸送量：物資 406.5トン、燃料 566.5トン
昭和基地からの持ち帰り物資量：381.8トン
<第61次南極地域観測航海支援 しらせの主な実績>
・「しらせ」所属ヘリコプター79便102時間の野外観測支援を実施。
・基地設営支援を33日延べ458人日実施。
・トッテン氷河沖で大規模な海洋集中観測を実施。
・2代目「しらせ」初となる本格的な海底採泥観測を実施。17拠点でGSJ型K-グラブ採泥器での採泥と計11回の大型グラビティコアラーをでの採泥を行い、海氷や氷山が漂う海域から海底の堆積物を採取した。
・12月9日から2月16日までの間、耐氷型GPSブイを用いて海氷域での長期漂流系観測に成功。
・マルチビーム測深機を用い6年ぶりの海底地形調査を実施。
・「しらせ」からヘリコプターを用い海氷観測を実施。
・「しらせ」に船舶搭載型の全天イメージャーを搭載し、オーロラを船上からの観測に成功。
2020年度（第62次南極地域観測航海）
2019年から新型コロナウイルス感染拡大を受け、オーストラリアに寄港ができず、日本と南極の間を無寄港無補給で実施。
例年オーストラリアで補給する食糧補給も横須賀のみとなった。
<2020年>
11月6日 海上自衛隊横須賀基地を出港。コロナウイルス隔離を実施後、11月20日出国 (同日 観測隊44名乗艦)
12月10日 南緯55度を通過。
12月21日 昭和基地沖接岸。
<2021年>
1月19日 昭和基地離岸。
1月28日頃 南緯55度を通過。
2月22日 海上自衛隊横須賀基地入港。
総航程：16746.1海里
ラミング回数：560回(往路 391回・復路 169回)
昭和基地への輸送量：物資342.4トン、燃料 699.2トン
昭和基地からの持ち帰り物資量：470トン
2021年度（第63次南極地域観測航海）
<2021年>
11月10日 海上自衛隊 横須賀基地を出港。(同日観測隊70名乗艦)
11月24日 フリーマントルに入港、11月26日出港。
12月1日頃 南緯55度通過。
12月19日 昭和基地沖に接岸。
<2022年>
1月23日 昭和基地沖を離岸。
3月9日 南緯55度を通過。
3月14日 フリーマントル入港、3月16日出港。
3月30日 海上自衛隊横須賀基地に入港。(同日観測隊67名退艦)
約1,000トンの物資を持ち込み、約400トンの廃棄物等持ち帰り物資を輸送した。
2022年度（第64次南極地域観測航海）
<2022年>
11月11日 東京国際クルーズターミナルを出港。(同日観測隊67名乗艦)
南極地域観測隊としては初となる東京青海 東京国際クルーズターミナルからの出港。
11月26日 フリーマントルに入港、12月1日出港。
12月6日頃 南緯55度通過。
12月24日 昭和基地沖に接岸。
<2023年>
1月24日 昭和基地沖を離岸。
3月14日 南緯55度を通過。
3月20日 フリーマントル入港、3月25日出港。
4月10日 東京国際クルーズターミナルに入港。
約1,120トンの物資を持ち込み、約280トンの廃棄物等持ち帰り物資を輸送した
2023年度（第65次南極地域観測航海）
<2023年>
11月10日 横須賀基地を出港。(同日観測隊2名乗艦)
11月25日 フリーマントル入港。(同日観測隊73名乗艦)11月30日出港。
12月5日 南緯55度通過。
12月25日 昭和基地沖に接岸。
<2024年>
1月24日 昭和基地沖を離岸。
3月11日 南緯55度通過。
3月18日 フリーマントル入港、3月23日出港。
3月20日 観測隊79名退艦。
4月8日 海上自衛隊横須賀基地に入港。
2024年度（第66次南極地域観測航海）
<2024年>
11月20日 横須賀基地を出港。
12月5日 フリーマントル入港。(同日観測隊65名乗艦)12月9日出港。
12月14日 南緯55度通過。
12月31日 昭和基地沖に接岸。
<2025年>
1月28日 昭和基地沖を離岸。
2月16日 南緯55度通過。
2月23日 フリーマントル入港、2月26日出港。
2月24日 観測隊61名退艦。
2月25日 レグ2夏隊 観測隊22名乗艦。
3月4日 南緯55度通過。
3月6日 トッテン氷河観測開始。
3月25日 トッテン氷河観測終了、離脱。
4月3日 フリーマントル入港。
4月5日 レグ2夏隊観測隊38名退艦。
4月22日 海上自衛隊横須賀基地に入港。

## 所定の運用

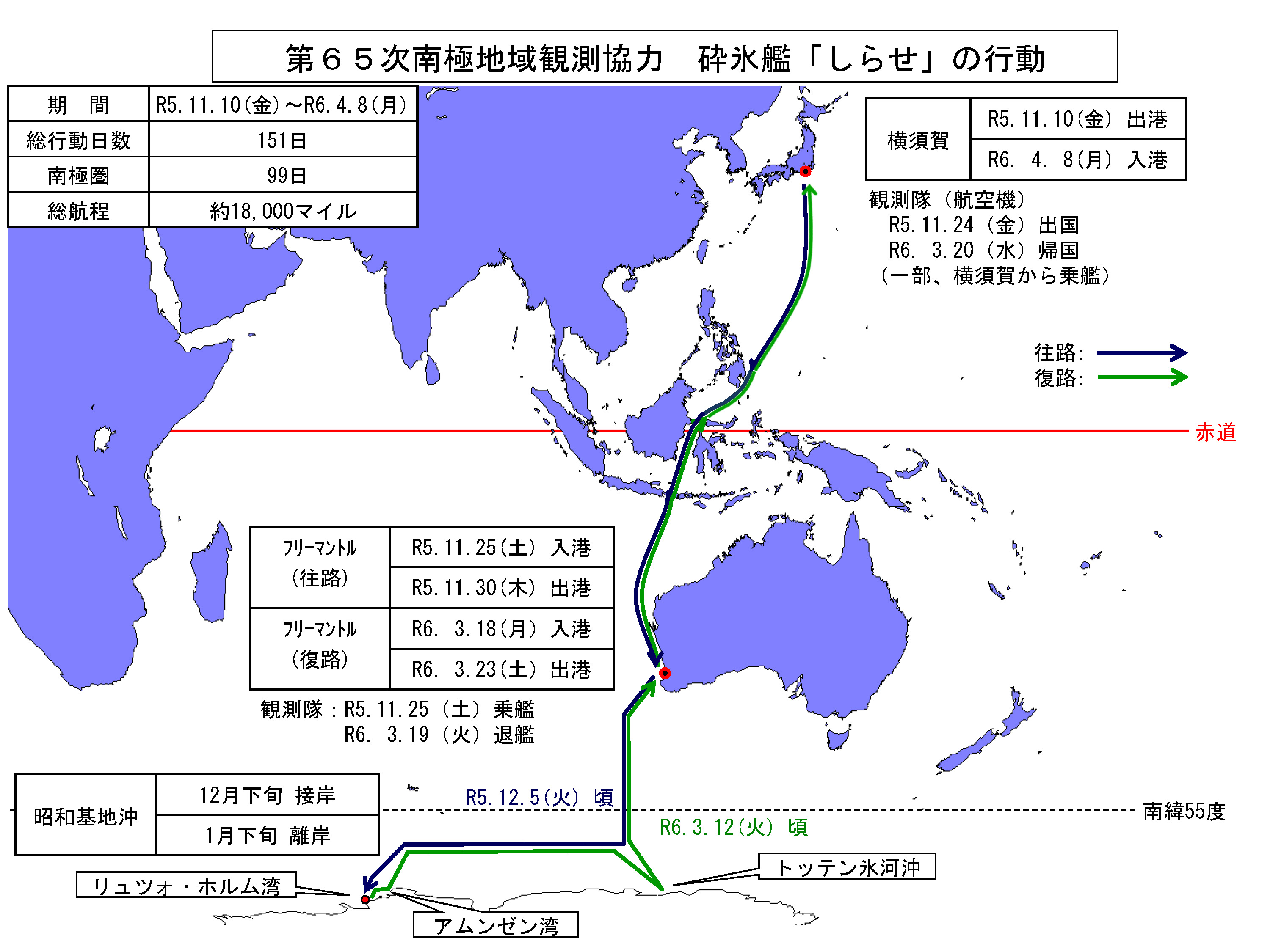
第65次南極地域観測協力における砕氷艦「しらせ」の運用

「しらせ」は例年、11月頃に東京晴海埠頭に出港し、オーストラリアフリーマントルにて南極観測隊を乗艦させ、年末頃に昭和基地に接岸、2月頃に昭和基地を出発し、4月頃に帰国するのが定例である。帰国後、間もなくしてJMU横浜事業所鶴見工場に入渠し、砕氷や南極海域における過酷な環境によって損傷、故障した船体や機器類の整備、検査をする。8月に出渠し、確認運転や慣熟訓練を行った後に全国を回り、一般公開などの広報活動や、南極に向けて各訓練などを行う。10月には観測隊の物資搬送搭載等を行うために東京晴海埠頭に入港し、11月中旬に南極に向けて出港する。これら所定の運用を繰り返し行っている。
2013年2月に、オーストラリアン紙において「しらせ」が軍用砕氷艦(military icebreaker)であり、日本の捕鯨活動を支援しているとの記事が掲載されたため、外務省では捕鯨調査とは関係なく、「軍艦(warship)ではなく、定期的な南極調査隊用の船舶である。」との文章を同紙に寄稿している。

## 艦名の由来
艦名は先代「しらせ」同様に一般公募され、南極ゆかりの地名（観測基地名もしくは日本語による地名）が有力視されていた（公募での第1位は大和雪原に因む「ゆきはら」だった）が、南極に足を踏み入れた最初の日本人・白瀬矗の出身地、秋田県にかほ市から「しらせ」の艦名を望む投書が多数届いたことから、文部科学省南極地域観測統合推進本部は「防衛省海上自衛隊所属の砕氷艦になることから、防衛省で現在使われている艦艇名は付けられません」とされていた公募基準については、「応募と手紙を合わせれば1位となるので、国民の熱意を受け止めた。「しらせ」の名前は世界に知られていることで、後継船の名前に最適と判断した。基準は艦名の混同を避けるためで、就航時に初代「しらせ」は退役しており、混同する恐れはない」として防衛省と調整し、「しらせ」に決定した。また、そもそも初代「しらせ」についても、当時の名称選出基準「名所旧跡のうち主として山の名」を、「名所旧跡のうち主として山又は氷河の名」と改正した上で命名している。
2007年11月13日、先代と同じく「しらせ」に決定したことが公表され、2008年4月16日正午よりユニバーサル造船舞鶴事業所にて、当時の石破茂防衛大臣により、正式に「しらせ」と命名することが宣言され、進水式が執り行われた。初代「しらせ」は1983年11月に就役記念切手が発行されたが、2代目については2018年時点で未発行。

## 艦長
| 代         | 氏名       | 在任期間              | 出身校・期      | 前職                                           | 後職                                          | 備考                          |
| 艤装員長   | 艤装員長   | 艤装員長              | 艤装員長        | 艤装員長                                       | 艤装員長                                      | 艤装員長                      |
| ---------- | ---------- | --------------------- | --------------- | ---------------------------------------------- | --------------------------------------------- | ----------------------------- |
|            | 小梅三津男 | 2008.4.16 - 2009.5.19 | 防大24期        | 横須賀地方総監部監察官                         | しらせ艦長                                    | 初代しらせ第13代艦長          |
| しらせ艦長 |            |                       |                 |                                                |                                               |                               |
| 01         | 小梅三津男 | 2009.5.20 - 2010.6.30 | 防大24期        | しらせ艤装員長                                 | 横須賀地方総監部付 →2010.9.1 佐世保教育隊司令 |                               |
| 02         | 中藤琢雄   | 2010.7.1 - 2012.7.1   | 防大26期        | 海上幕僚監部 防衛部運用支援課 南極観測支援班長 | 海上自衛隊第1術科学校教育第2部長              |                               |
| 03         | 松田弘毅   | 2012.7.2 - 2013.6.30  | 立大・ 35期幹候 | 海上幕僚監部 防衛部運用支援課 南極観測支援班長 | おうみ艦長                                    |                               |
| 04         | 日髙孝次   | 2013.7.1 - 2015.8.2   | 防大29期        | 海上幕僚監部 防衛部運用支援課 南極観測支援班長 | 第1海上訓練支援隊司令                         |                               |
| 05         | 大鋸寿宣   | 2015.8.3 - 2017.7.2   | 防大33期        | 海上幕僚監部 防衛部運用支援課 南極観測支援班長 | 海上幕僚監部人事教育部援護業務課              |                               |
| 06         | 宮﨑好司   | 2017.7.3 - 2019.5.9   | 防大36期        | 海上幕僚監部 防衛部運用支援課 南極観測支援班長 | 海上自衛隊第1術科学校教育第2部長              |                               |
| 07         | 竹内周作   | 2019.5.10 - 2021.5.9  |                 | 海上幕僚監部 防衛部運用支援課 南極観測支援班長 | 護衛艦隊司令部勤務                            | 2等海佐 →2019.7.1 1等海佐昇任 |
| 08         | 白方将司   | 2021.5.10 - 2021.6.1  | 防大40期        | 海上幕僚監部 防衛部運用支援課 南極観測支援班長 | 横須賀地方総監部勤務                          |                               |
| 09         | 酒井 憲    | 2021.6.2 - 2022.5.12  | 防大41期        | しらせ副長                                     | 舞鶴地方総監部付                              | 2等海佐 →2021.7.1 1等海佐昇任 |
| 10         | 波江野裕一 | 2022.5.13 - 2023.7.31 |                 | しらせ副長                                     | 海上幕僚監部人事教育部援護業務課勤務          | 2等海佐 →2022.7.1 1等海佐昇任 |
| 11         | 齋藤一城   | 2023.8.1 - 2025.7.31  | 防大39期        | しらせ副長                                     | 自衛隊福岡地方協力本部募集課長                |                               |
| 12         | 岩瀬 剛    | 2025.8.1 -            |                 | しらせ副長                                     |                                               |                               |